# Prosper Marilhat

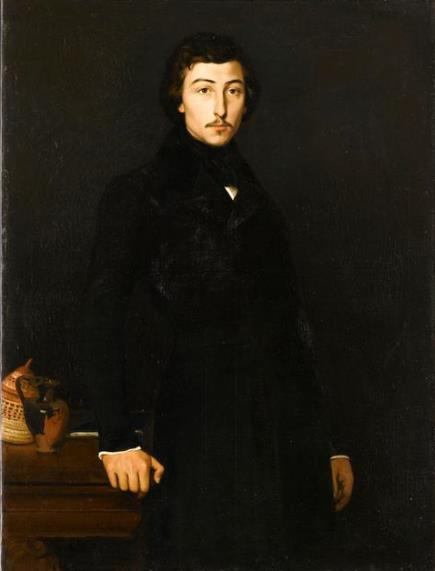
Bildnis Prosper Marilhat von Théodore Chassériau (Musée du Louvre)

Prosper Georges Antoine Marilhat (* 20. März 1811 in Vertaizon bei Thiers; † 13. September 1847 ebenda) war ein französischer Maler.

## Leben
Der aus der Auvergne stammende Marilhat malte schon Landschaftsbilder seiner Heimat, bevor er 1829 nach Paris kam, um Schüler bei Camille Roqueplan zu werden. 1831 reiste er in den Nahen Osten. Hierbei begleitete er zunächst den Naturforscher Carl von Hügel. Von Oktober 1831 bis Mai 1833 hielt sich Marilhat in Ägypten auf, bevor er nach Frankreich zurückkehrte. Von seiner Reise brachte er zahlreiche Zeichnungen mit, was seinen Ruf als Maler orientalischer Motive begründete. Darüber hinaus arbeitete er als Porträtmaler. In seinen letzten Lebensjahren litt er an einer Geisteskrankheit, bevor er 1847 in einer Irrenanstalt verstarb.

## Werke

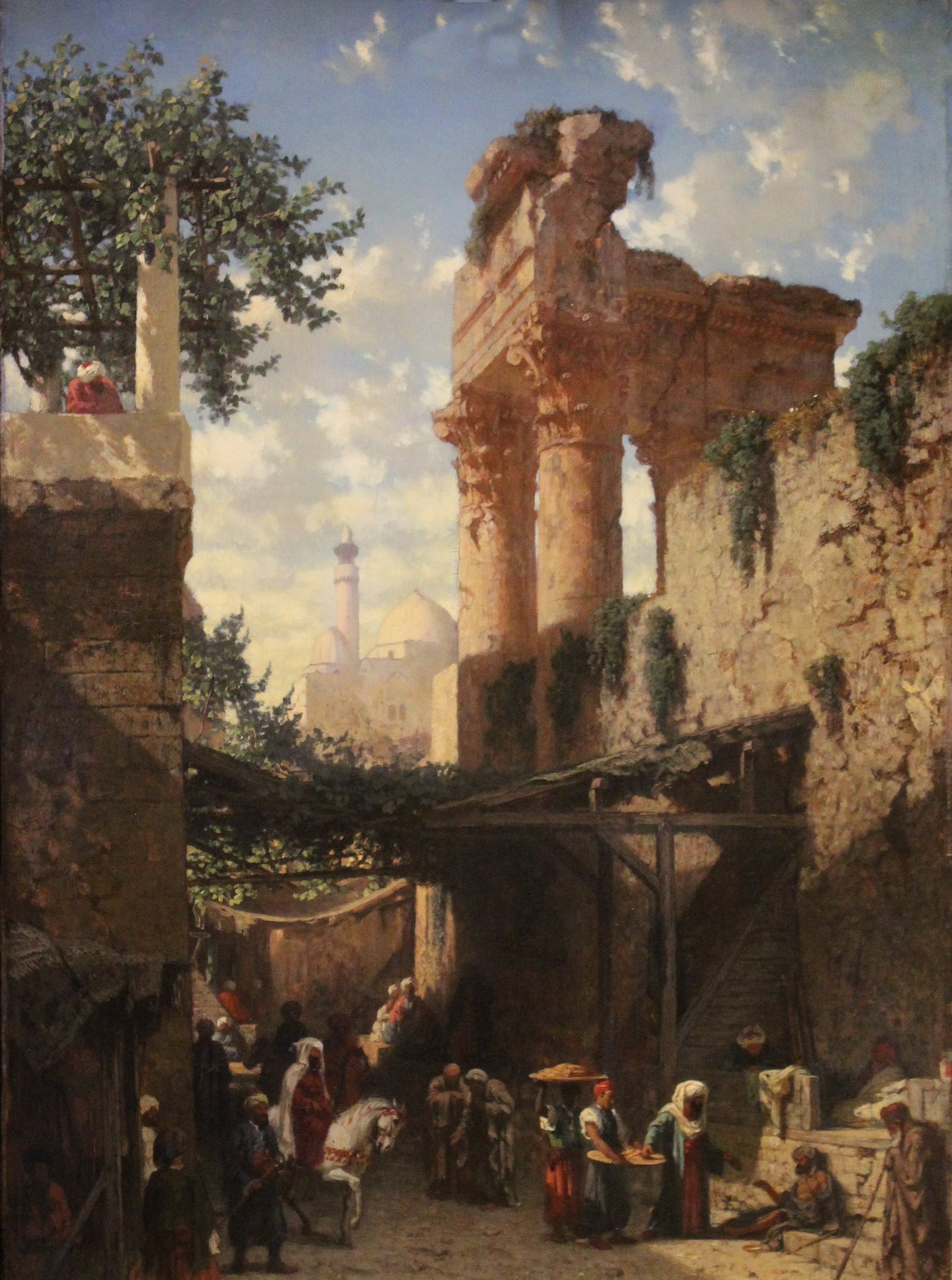
Prosper Marilhat: Eine Straße in Kairo

- Caravane au repos, Chantilly, Musée Condé
- L’Orée du bois, Grenoble, Musée de Grenoble
- Paysage après l’orage, Grenoble, Musée de Grenoble
- Prairie, Automne, Chantilly, Musée Condé
- Arabes Syriens en voyage, Chantilly, Musée Condé
- Paysage d’Orient, Lille, Musée des Beaux-Arts
- Paysage du Caire, Lyon, Musée des Beaux-Arts
- Paysage pastoral en Grece, Le Mans, Musée de Tessé
- Ruines de la Mosquee du Khalife Hakem au Caire, Paris, Louvre
- Souvenir de la campagne de Rosette, Chantilly, Musée Condé
- Une rue au Caire, Chantilly, Musée Condé
- Promenade en char a bancs de la Reine Victoria, Versailles, Musée national du château et des Trianons